# نيل أسبينال
نيل أسبينال (بالإنجليزية: Neil Aspinall)‏ هو مساعد شخصي ومنتج أسطوانات بريطاني، ولد في 13 أكتوبر 1941 في Prestatyn ‏ في المملكة المتحدة، وتوفي في 24 مارس 2008 في نيويورك في الولايات المتحدة بسبب سرطان الرئة.

## وصلات خارجية
- نيل أسبينال على موقع IMDb (الإنجليزية)
- نيل أسبينال على موقع ميوزك برينز (الإنجليزية)
- نيل أسبينال على موقع أول ميوزيك (الإنجليزية)
- نيل أسبينال على موقع ديسكوغز (الإنجليزية)
- نيل أسبينال على موقع قاعدة بيانات الفيلم (الإنجليزية)